# Дева Мария - Помощница на християните (Стара Загора)
„Дева Мария – помощница на християните“ е източнокатолическа църква към енория „Свети Кирил и Методий“ на Софийската епархия в град Стара Загора, България.

## История на общността
Преди Втората световна война в покрайнините на Стара Загора се оформят квартали от бежанци от тракийските и македонските български земи. Не малка част от тези бежанци са униати, които успяват да изградят свой духовен храм „Свети Кирил и Методий“ в центъра на града. Той е разрушен по времето на тоталитаризма.
След промените през 1989 г., Светата литургия се служи в малък параклис в центъра на града. В началото на XXI век униатската общност с помощта на отците салезиани се активизира да издигне нов храм в квартал „Лозенец“.

## История на храма
През 2013 г. започва строителството на новата църква. Освещаването на първия камък на новата църква е направено от архиепископ Януш Болонек, Апостолически нунции на Ватикана в България. Тържествена литургия извърши Апостолическият екзарх в България монсеньор Христо Пройков. 
Църквата и спортно-образователният център с 12 класни стаи (за по 15 деца) и общежитие за 30 души са свързани в един архитектурен комплекс. Църквата е с капацитет за около 200 души. При тържествени празници залата ѝ може да се отваря с двойна врата към централното фоайе-форум.
Характерът на комплекса е модерен, с елементи от традиционната българска манастирска и църковна архитектура. Църквата е разположена ъглово и е ориентирана с поглед към града и основния подход към комплекса. Проектът е творба на архитектите Александър Генчев и Иглика Люцканова и е разположен върху площ от 1190,2 m2 (разгъната застроена площ 3876,9 m2). 